# Serie 0181 a 0190 de CP
La Serie 0181 a 0190, también conocida como Série 0180, fue una clase de locomotora de tracción a vapor, utilizada por la Compañía de los Caminhos de Ferro Portugueses desde 1924. La locomotora 0186 es empleada regularmente por la operadora Comboios de Portugal en servicios históricos en la Línea del Duero.

## Historia
Las locomotoras de esta serie fueron fabricadas por la casa alemana Henschel & Sohn, habiendo llegado a Portugal en 1924, como parte del pago de la deuda de Alemania, debido a la Primera Guerra Mundial.

## Características

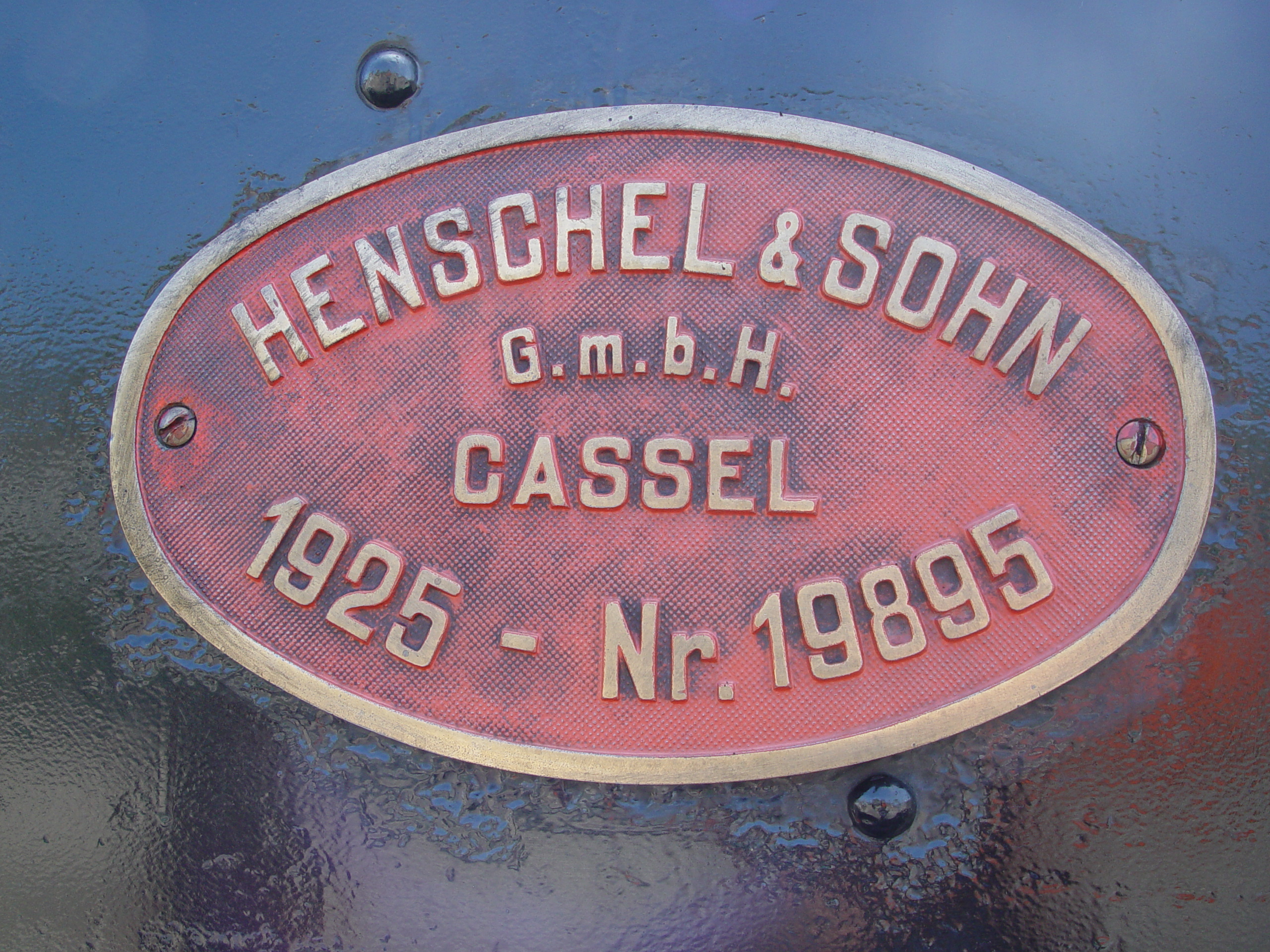
Placa de la locomotora 0186.

Esta Serie estaba compuesta por 10 locomotoras a vapor, numeradas de 0181 a 0190. La locomotora 0186 es utilizada para remolcar convoyes históricos en la Línea del Duero, organizados por la empresa Comboios de Portugal.

## Ficha técnica

### Características generales
- Número de unidades construidas: 10[1]
- Año de entrada en servicio: 1924[1]
- Tipo de tracción: Vapor[3]
- Fabricante: Henschel & Sohn[3][2]

## Lista de material
- 0186: Utilizada regularmente en convoyes históricos.[2]